# Erica Cipressa
Erica Cipressa (* 18. Mai 1996 in Mirano) ist eine italienische Florettfechterin.

## Erfolge
Erica Cipressa, die für die Gruppo Sportivo Fiamme Oro der Polizia di Stato antritt, gab 2011 beim Weltcup in Zagreb ihr internationales Debüt. 2019 sicherte sie sich bei der Universiade in Neapel sowohl im Einzel- als auch im Mannschaftswettbewerb die Goldmedaille.
Bei den 2021 ausgetragenen Olympischen Spielen 2020 in Tokio ging Cipressa im Mannschaftswettbewerb an den Start. In dieser Konkurrenz bildete sie mit Arianna Errigo, Martina Batini und Alice Volpi ein Team. Mit 45:32 setzten sie sich in der ersten Runde klar gegen die ungarische Équipe durch, ehe gegen Frankreich im Halbfinale mit 43:45 eine knappe Niederlage folgte. Im Duell um die Bronzemedaille trafen die Italienerinnen auf die US-amerikanische Mannschaft. Dank eines deutlichen 45:23-Erfolges gelang Cipressa, Errigo, Batini und Volpi der Medaillengewinn.
Ihr Vater Andrea Cipressa wurde 1984 in Los Angeles mit der italienischen Florettmannschaft Olympiasieger.